# 杨诲之
杨诲之（790年代—9世纪），唐朝人。杨凭子，柳宗元妻弟。有兄弟杨浑之。
唐德宗贞元十八年（802年）九月，杨凭任湖南观察使，驻军部潭州（今湖南长沙）；唐顺宗永贞元年（805年）九月，柳宗元被贬邵州刺史，十一月，再贬永州司马，路过潭州，拜望岳父杨凭，当时曾见过杨诲之。唐宪宗元和四年（809年），杨凭在京兆尹任上被御史中丞李夷简以贪罪弹劾，贬临贺（今广西贺县）尉。五年（810年）十一月，杨诲之赴临贺探望父亲，路过永州，再见姐夫柳宗元。时他持有韩愈所著《毛颖传》，柳宗元索而读之，并作《读韩愈所著毛颖传后题》。柳宗元发现杨诲之虽然“学古道，为古辞，冲然而有光”、志在“大政”，却不拘小节、不懂礼貌、放肆任性，修养不够，于是作《说车赠杨诲之》《与杨诲之再说车敦勉用和书》，以车和车轮为喻。但杨诲之并未心服，于六年（811年）四月回长信数千字问疑（原文已佚），表示自己不认同柳宗元的道理，仰慕甘罗、终军的年少有为及阮咸、嵇康为人；故同年柳宗元又作近三千字回信《与杨诲之疏解车义第二书》，指甘罗挑起战争使秦国失去人心，终军铤而走险玩火自焚，甚至比终军为狗；并建议杨诲之不要学甘罗、终军，而要学冯妇、周处。文中有“将出于世而仕，未二十而任其心，吾为子不取也”语，可见杨诲之当时还不到二十岁。
杨诲之后事无载，《新唐书·杨凭传》及《新唐书·宰相世系表》都没有提到杨诲之。